# Jean-Lin Lacapelle
Pour les articles homonymes, voir Lacapelle.
Jean-Lin Lacapelle, né le 17 avril 1967 à Lyon, est un homme politique français, membre du Rassemblement national (RN).
Proche du GUD, membre depuis les années 1980 du Front national (FN), devenu Rassemblement national (RN), proche de Marine Le Pen, il exerce différentes fonctions de premier plan au sein des instances du parti depuis 2016. Il est conseiller régional du Centre de 1998 à 2010, conseiller régional d’Île-de-France de 2015 à 2021 et député européen de 2020 à 2024.

## Situation personnelle
Jean-Lin Lacapelle naît le 17 avril 1967 à Lyon. Il est le petit-neveu d'Hélie de Saint Marc. Il effectue son service militaire au sein des Casques bleus au Liban. Il est cadre au sein de plusieurs grands groupes industriels tels que Danone et Cadbury, notamment au poste de directeur des ventes,. Début 2016, il quitte un poste de directeur commercial chez L'Oréal pour travailler à temps plein au Front national (FN).

## Parcours politique

### Au sein du FN puis du RN

#### Débuts
Membre du Front national depuis 1983 (ou 1984 voire 1986 selon les sources), il est un ami de longue date de Marine Le Pen et milite pendant sa jeunesse au Groupe union défense (GUD),, — il est depuis resté proche des anciennes figures du GUD, également proches de Marine Le Pen, telles que Frédéric Chatillon et Axel Loustau,,,,,.
Au lendemain des élections régionales de 1998, il participe à la fondation de « Générations Le Pen », association chargée de promouvoir les idées et l'image de Jean-Marie Le Pen, dont il devient président un an plus tard ; il occupe cette fonction jusqu'en 2002, lorsqu'elle devient une association de soutien à Marine Le Pen, alors qu'elle « avait tendance à sommeiller quelque peu » selon Libération,,,.
Il est responsable du FN dans la quatrième circonscription d'Eure-et-Loir, puis secrétaire de la fédération du Loiret à partir de 2000, pendant douze ans,. Il est également membre du bureau politique du FN. Il renonce en 2010 à la vie politique pour se consacrer à sa carrière de directeur commercial chez L'Oréal, et pour ne plus « subir de discrimination professionnelle ».

#### Responsabilités nationales
Élu conseiller régional d'Île-de-France lors des élections régionales de décembre 2015, il est promu secrétaire général adjoint du parti auprès de Nicolas Bay en janvier 2016, ainsi que secrétaire national aux fédérations et à l’implantation, ce qui le situe, selon les sources, à la troisième ou quatrième place dans la hiérarchie du FN,,. Libération indique que « c'est, avec lui, une loyauté personnelle envers Marine Le Pen qui est promue » et que son arrivée, accompagnée de « ses réseaux dans le secteur privé », « est aussi cohérente avec le visage pro-business que souhaite désormais afficher le FN, soucieux de contrer les piques de la droite sur son programme économique de gauche ».
Dès son retour au sein du FN, il déclare ne pas exclure de « préserver » et de « faire évoluer » l’euro, alors que le parti, notamment à travers son vice-président Florian Philippot, propose de sortir de la zone euro. Libération évoque « un relatif moderato » de sa part à ce sujet, alors qu'il dément une sortie de l'euro en déclarant que « c'est différent » : « On veut challenger l'euro. On n'en sort pas du soir au lendemain. Cela se prépare, s'anticipe, se discute avec les entrepreneurs ». Il se dit par ailleurs défavorable à un changement de nom du parti.
En tant que secrétaire général adjoint du FN, il a pour mission, selon BFM TV, de « professionnaliser le parti » et d'« en faire une machine capable de rivaliser avec le PS ou le parti Les Républicains lors des grands rendez-vous électoraux », « après les succès relatifs du FN aux élections départementales et régionales ». Il est ainsi présenté comme le « super DRH » du FN,. Assimilant le programme électoral à un « produit » et les électeurs à des « consommateurs », il suscite une polémique, est contredit par Marine Le Pen et reconnaît un « écart de langage »,. Un an après sa prise de fonction, il revendique le remplacement de quelque 36 secrétaires départementaux et se voit surnommé « le nettoyeur » à ce titre. Le Figaro indique que « cet écrémage a surtout pour conséquence mécanique d'écarter progressivement les cadres recrutés du temps de Jean-Marie Le Pen. Ainsi certaines figures jugées trop marquées par l'héritage du « Menhir », comme Christophe Boudot dans le Rhône ou encore Dominique Martin en Haute-Savoie, se sont vus proposer de se concentrer sur leurs mandats respectifs de conseiller régional et de député européen ».
Il est responsable du pôle mobilisation militante de la campagne présidentielle de Marine Le Pen en 2017. Secrétaire de la commission nationale d'investiture du FN en vue des élections législatives qui suivent, il met au point une grille d’évaluation et une procédure pour sélectionner les candidats, affirmant que « ceux qui doivent être écartés le sont »,. Une enquête de BuzzFeed révèle cependant les propos racistes, homophobes ou encore antisémites publiquement tenus sur les réseaux sociaux par une centaine de candidats FN, montrant selon Europe 1 que la sélection n'a, « visiblement, n'a pas été aussi scrupuleuse qu'annoncée » par Jean-Lin Lacapelle.
En mars 2018, il intègre le bureau national du FN (ex-bureau politique) à l'occasion du congrès de Lille. Il est par ailleurs délégué national aux ressources : à ce titre, il a notamment pour objectif de recueillir 300 000 euros de dons d’adhérents supplémentaires et réclame que Florian Philippot — qui vient de quitter le parti — rembourse ses « dettes » au FN.
Selon Libération, il symbolise « la montée en puissance de cadres liés à Marine Le Pen par une fidélité personnelle autant que politique, tels qu’Axel Loustau ou Philippe Olivier ». Il représente également la ligne libérale du FN.

### Mandats et candidatures électorales

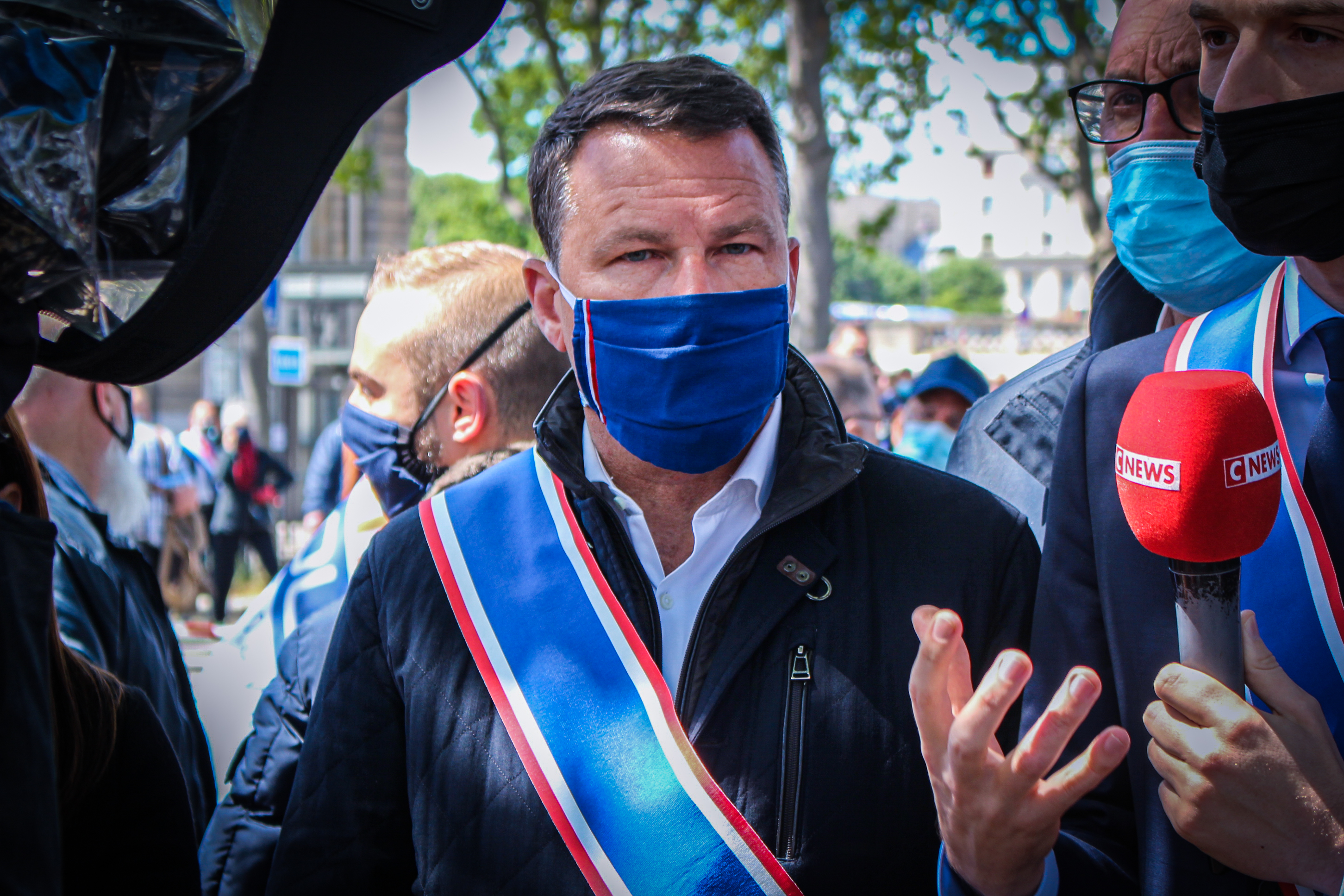
Jean-Lin Lacapelle à la manifestation de soutien aux forces de l'ordre le 19 mai 2021 à Paris.

Il est conseiller régional du Centre entre 1998 et 2010. Après son élection en 1998, il est de ceux qui organisent l’alliance entre le RPR et le FN comme dans trois autres régions, portant Bernard Harang à la présidence durant quinze jours, avant que Jacques Chirac ne déjuge celle-ci. Revenant sur cette situation en 2017, il évoque « une belle histoire » et « l’illustration aussi de la lâcheté d’une fausse droite ».
Il est candidat du FN lors des élections législatives de 2002 dans la deuxième circonscription du Loiret. Il est éliminé au premier tour avec 11,8 % des voix.
Lors des élections régionales de 2015 en Île-de-France, il figure en tête de la liste du FN dans les Hauts-de-Seine et est élu conseiller régional, ce qui constitue son retour dans la vie politique active,.
Lors des élections législatives de 2017, il est candidat dans la douzième circonscription des Bouches-du-Rhône qui comprend Marignane, où il est installé depuis peu. Alors qu'il est considéré comme favori compte tenu de l'arrivée de Marine Le Pen en première position au second tour lors de l'élection présidentielle dans cette circonscription, il est éliminé dès le premier tour, arrivant en troisième position avec 21,86 % des voix, derrière le candidat des Républicains Éric Diard (24,65 %) et la candidate de La République en marche Camille Bal (23,67 %),. Selon Béatrice Houchard, son élimination est due au score recueilli par Jacques Clostermann, candidat de l'« Union des patriotes » de Jean-Marie Le Pen qui recueille 4,75 % des voix, et qui indique ne s'être présenté que pour « entraîner la défaite du parachuté Lacapelle qui ne vient chercher ici qu’un salaire et une immunité parlementaire ».
Il figure en position éligible (no 23) sur la liste du Rassemblement national pour les élections européennes de 2019. Il est élu député européen mais son mandat ne commence qu'après le retrait du Royaume-Uni de l'Union européenne, le 1er février 2020. Il est membre de la commission des libertés civiles, de la justice et des affaires intérieures.
Lors des élections régionales de 2021 en Île-de-France, il figure en position non éligible sur la liste du RN dans les Hauts-de-Seine.
Il aurait été évincé de la liste RN pour les élections européennes de 2024 en raison de « ses excès récurrents ».
Après la dissolution de l'Assemblée nationale le 9 juin 2024 par le président de la République Emmanuel Macron, il est désigné par le Rassemblement national comme candidat aux élections législatives dans la cinquième circonscription du Loiret. Initialement désigné car candidat malheureux en 2022, Valentin Manent devient finalement son suppléant. Jean-Lin Lacapelle se décrit comme un « parachutiste » ou « un soldat, [envoyé] là où on [lui] demande d’aller ». Nettement en tête à l'issue du premier tour, il ne recueille finalement que 49,30 % des suffrages au second tour et est battu par le député sortant Anthony Brosse.

## Liens avec la Russie de Vladimir Poutine
En 2018 et 2021, il se rend en Russie ou en Crimée occupée pour participer à l'observation électorale de scrutins. En juillet 2020, il participe à l'observation du référendum constitutionnel russe visant à permettre à Vladimir Poutine de rester au pouvoir jusqu'en 2036 et inscrivant dans la Constitution l'interdiction du mariage homosexuel. Il est invité par la Russie et son déplacement financé par « un mystérieux bienfaiteur ». Le député affirme que le vote s'est déroulé de façon régulière et que les « règles électorales sont respectées ». Il s'affiche quelques semaines plus tard avec un tee-shirt sur lequel figure un portrait du président russe, qu'il présente dans une publication sur les réseaux sociaux comme son « ami ». En 2021, il est sanctionné par le Parlement européen — en même temps que plusieurs autres parlementaires — qui lui interdit d'utiliser son statut pour observer des élections pendant six mois ; il lui est reproché d'avoir été payé par le pays hôte et d'avoir officié dans un pays où l'Europe a décidé de ne pas envoyer d'observateurs en raison des « conditions électorales insuffisamment démocratiques ».
En juin 2023, il est pointé du doigt par le rapport final de la commission d'enquête sur les ingérences étrangères de l'Assemblée nationale, qui le décrit comme un acteur de la stratégie russe consistant à « utiliser la légitimité de députés européens pour valider le discours et les actes du Kremlin », ce qui s'apparente à une « caution de l'UE » pour la régularité du scrutin. Interrogé le 19 juin 2024 lors de la campagne pour les élections législatives, il assume ses gestes et prises de position de 2020 mais affirme qu'à l'époque, « l'affaire de l'Ukraine n'existe pas ». En 2020, la Crimée est cependant occupée par la Russie depuis son annexion illégale en février-mars 2014.

## Publication
- Avec Édouard Ferrand (préf. Jean-Marie Le Pen), Sur tous les fronts : itinéraires de militants, Paris, Objectif France, 2003.